# Thaleria evenkiensis
Thaleria evenkiensis là một loài nhện trong họ Linyphiidae.
Loài này thuộc chi Thaleria. Thaleria evenkiensis được Kirill Yuryevich Eskov & Yuri M. Marusik miêu tả năm 1992.